# گوزل‌چای (کاهتا)
گوزل‌چای (به ترکی استانبولی: Güzelçay) (به کردی: Qalyon) یک منطقهٔ مسکونی کردنشین در ترکیه است که در کاهتا واقع شده‌است.